# Авараї
Авараї (англ. Awarai), також відомі як вараї, вареї, варраї, аварраї, аварра (англ. Warai, Warei, Warrai, Awarrai, Awarra), — корінний народ Північної території Австралії.
Авараї спілкувалися мовою вараї, однак англійська все більше витісняла вараї в повсякденному спілкуванні. Це призвело до того, що близько 2000 року мова вимерла. Норвезький дослідник Кнут Даль записав короткий список слів цією мовою.
Авараї займають територію 3600 кв. км. Їх північна межа була за 74 км на південь від Дарвіна, біля річки Дарвін і залізниці. На півдні авараї межують з авінмул.
Авараї домовилися забезпечувати народ ватьікінь жінками для вступу в шлюб.
За Норманом Тіндейлом, авараї побоюються набігів народу вулвулам.